# Stripper Zombieland
Stripper Zombieland ist ein US-amerikanischer Zombiefilm aus dem Jahr 2011 und eine Filmparodie von Zombieland.

## Handlung
Ein mysteriöser Virus breitet sich über den Vereinigten Staaten aus und verwandelt dadurch friedvolle Hausfrauen und Mütter in Zombies, die das Blut von Menschen wollen. Gleichzeitig werden sie aber auch zu Stripperinnen. Der nette Nerd Idaho hat den Ausbruch im Elternhaus gerade noch überlebt und sich dem wortkargen und bewaffneten Macho Frisco verbündet. Gemeinsam fahren sie über dem Highway in Richtung Portland, Oregon. Dabei werden sie von einer Stimme im Radio zu diesem Ort gelockt. Unterwegs treffen sie viele infizierte aber manchmal auch freundliche Frauen. So treffen sie außerdem auf die mutige Virginia und deren gewaltbereite Schwester West mit denen sie sich gegen die Zombies stellen.

## Produktion und Veröffentlichung
Der Film war eine Low-Budget-Produktion und wurde von Cheezy Flicks Entertainment produziert. Die Erstausstrahlung im Fernsehen fand am 22. Juni 2017 auf Silverline statt. Den weltweiten Vertrieb übernimm IMD Films und BigStar.TV und in Deutschland EuroVideo und MIG Film.

## Rezeption
Der Film wurde überwiegend negativ und als Trashfilm aufgenommen. Gamona kritisiert, dass Zombieland bereits eine Parodie auf Zombiefilme sei und es schwer sei eine Parodie von einer Parodie zu machen. Einige witzige Momente habe diese aber schon, wie eine Anspielung auf Michael Jacksons Musikvideo Thriller. Der Humor komme aber insgesamt eher dumpf und billig rüber und richtet sich hauptsächlich an Fans von absurden Trash.